# Sensei
Sensei (先生?), adaptado al español como sensey o senséi, es el término japonés con el que se designa a un maestro, a un sabio o a una persona docta. 
Fuera del Japón se emplea sobre todo en el mundo de las artes marciales tradicionales o gendai budō (entre estas, el aikidō, el karate, el judo, el kendo, etc.) y en la cultura otaku. Literalmente, sensei significa 'el que ha nacido antes', a partir de los caracteres kanji sen (先 antes?) sei (生 nacer, vida?). O bien, desde la filosofía, como 'el que ha recorrido el camino'.
Según los japoneses tradicionales, se les denomina así porque la única diferencia que hay entre un alumno y un maestro es que este simplemente ha nacido antes, y que posee tanto el conocimiento como la experiencia, y por esa razón puede enseñar.[cita requerida]